# فيرنور فينج
فيرنور فينچ (بالإنجليزية: Vernor Vinge)‏ (2 أكتوبر 1944، وكيشا في الولايات المتحدة - 20 مارس 2024) روائي أمريكي، حاصل على جائزة هوغو لأفضل رواية قصيرة، وجائزة هوغو لأفضل رواية عن «حريق عند العمق» في العام 1993.

## روابط خارجية
- فيرنور فينغ على موقع IMDb (الإنجليزية)
- فيرنور فينغ على موقع إن إن دي بي (الإنجليزية)